# Ascomycotina
Alla sottodivisione Ascomycotina appartengono funghi con micelio settato con setti semplici, riproduzione sessuata e asessuata con produzione di aschi e spore non mobili. Le ife delle Ascomycotina sono in genere monocariotiche, ovvero hanno un solo nucleo.

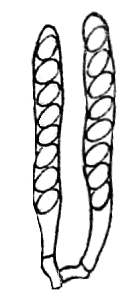
Aschi octosporici

## Sistematica
La sottodivisione Ascomycotina, in un orientamento sistematico più moderno, viene elevata al rango di divisione (Ascomycota).
Appartengono alla sottodivisione i seguenti ordini tassonomici:
- Diaporthales
- Diatrypales
- Dothideales
- Helotiales
- Hypocreales
- Ophiostomatales
- Pezizales
- Rhytismatales
- Taphrinales
- Xylariales

## Etimologia
Il nome deriva dal greco ascos = sacco, riferito alle strutture a forma di sacco all'interno delle quali portano le spore sessuali, dette "ascospore".